# 福住桑園通

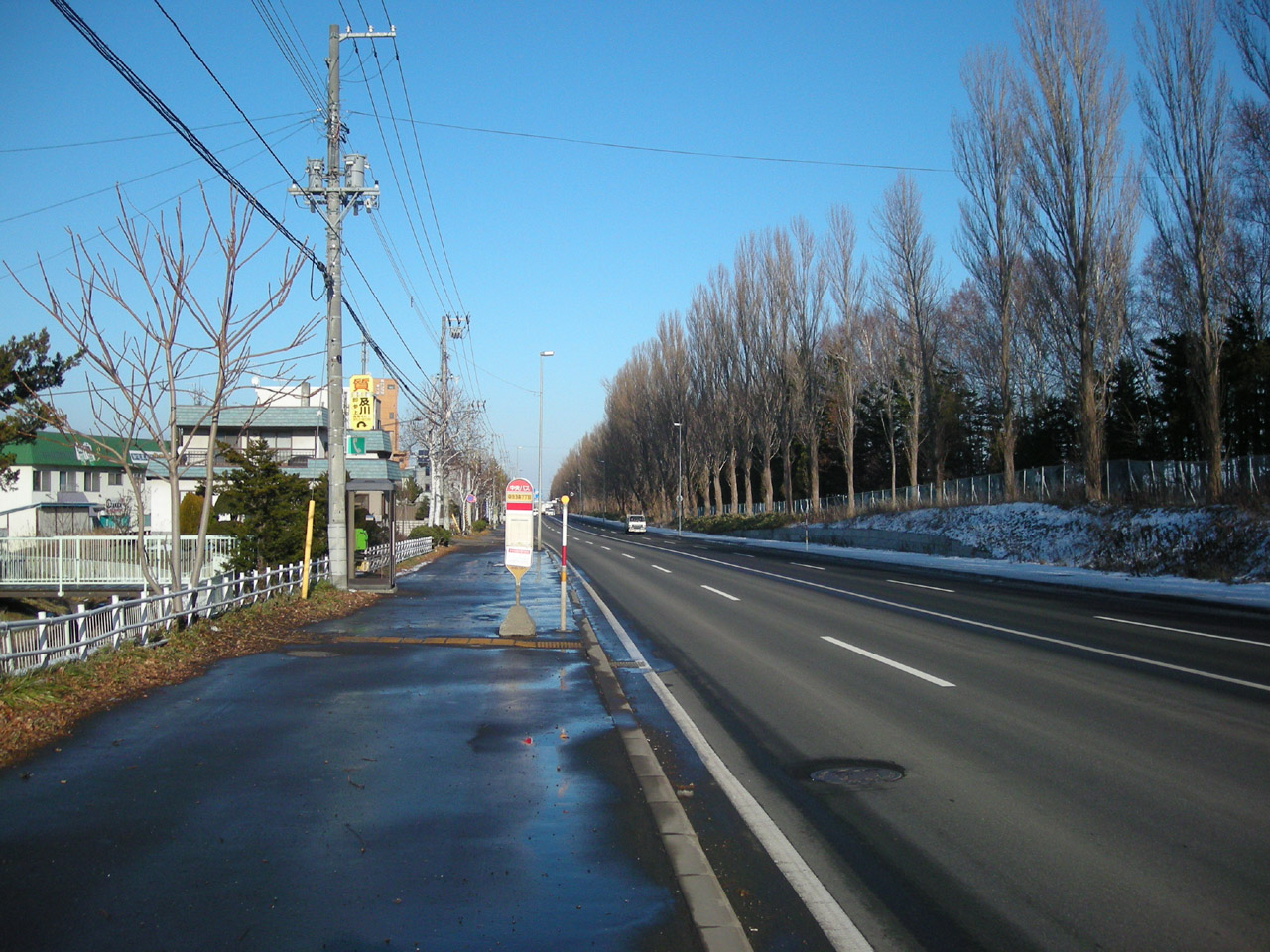
豊平区福住3条・羊ケ丘付近（2008年12月）

福住桑園通（ふくずみそうえんどおり）は、札幌市豊平区から中央区に至る都市計画道路。区間により北海道道82号西野真駒内清田線、札幌市道、北海道道326号桑園停車場線になる。

## 路線データ
- 起点：札幌市豊平区福住3条1丁目（国道36号交点）[1]
- 終点：札幌市中央区北5条西14丁目（北5条手稲通交点）[1]
- 幅員：20 m[1]
- 車線数：4車線[1]

## 路線状況
区間
- 北海道道82号西野真駒内清田線（起点 - 札幌市豊平区西岡3条8丁目）
- 北海道道326号桑園停車場線（札幌市中央区北1条西14丁目 – 終点）

道路施設
- 福住なるこ橋
- にしおか橋
- 澄川高架橋
- 澄川橋
- ミュンヘン高架橋
- ミュンヘン大橋 (172 m)[2]
- 中南ふれあい橋

## 地理
豊平区の起点から北海道道82号西野真駒内清田線となり、付近には札幌ドームがある。羊ケ丘通交点を通過して農業・食品産業技術総合研究機構北海道農業研究センター沿いを突き当たりまで直進するとさっぽろ羊ヶ丘展望台への入口があり、福住桑園通は右にカーブする。西岡3条8丁目交差点から札幌市道となり、澄川通には立体交差で接続する。この辺りから南区になり、札幌市営地下鉄南北線澄川駅付近の高架下を抜けると平岸通交点がある。札幌市立平岸中学校付近にある澄川橋を渡ると再び豊平区になり、国道453号（中の島通）交点を通過すると豊平川沿いの豊平川通に交差する。ミュンヘン大橋から再び南区になり、中南ふれあい橋を渡ると中央区になる。国道230号（石山通）交点を通過すると藻岩山の東側山麓沿いを通る。北海道道453号西野白石線（白石藻岩通）交点には札幌市電の電車事業所前停留場があり、南1条通交点まで道路中央を路面電車が走行している。西15丁目停留場付近にはNTT東日本札幌病院、札幌医科大学附属病院、中村記念病院が立地している。北海道道124号宮の沢北一条線（北1条宮の沢通）交点からは北海道道326号桑園停車場線となり、周辺には北海道文化放送（uhb）、北海道知事公館、北海道立近代美術館や北海道立三岸好太郎美術館が立地している。福住桑園通は北5条手稲通交点が終点となるが、そのまま直進すると桑園発寒通や鉄工団地通に接続しているほか、北海道旅客鉄道（JR北海道）桑園駅や市立札幌病院があり、北海道道452号下手稲札幌線（石山通）まで接続している。

### 交差する道路
- 国道36号（月寒通）・向ヶ丘通
- 主要市道9903号羊ケ丘線（羊ケ丘通）
- 北海道道82号西野真駒内清田線（水源池通）
- 澄川通[注 1]
- 平岸通
- 国道453号（中の島通）
- 主要市道2975号真駒内篠路線（豊平川通）
- 国道230号（石山通）
- 北海道道453号西野白石線（白石藻岩通）
- 北海道道89号札幌環状線（環状通）
- 米里行啓通
- 菊水旭山公園通
- 南1条通
- 大通
- 北海道道124号宮の沢北一条線（北1条宮の沢通）
- 北4条通
- 北5条手稲通